# جهان فرهنگی
جهان فرهنگی (به انگلیسی: Cultural universal) (که همچنین جهان انسان‌شناختی یا جهان بشری نیز نامیده می‌شود) عنصر، الگو، ویژگی یا نهادی است که در همه فرهنگ‌های شناخته‌شده انسانی در سراسر جهان مشترک است. در مجموع، همه مجموعه کلیات فرهنگی به عنوان شرایط انسانی شناخته می‌شود. روانشناسان فرگشتی معتقدند که رفتارها یا صفاتی که به‌طور جهانی در همه فرهنگ‌ها رخ می‌دهد، نامزدهای خوبی برای سازگاری‌های تکاملی هستند. برخی از نظریه‌پردازان انسان‌شناسی و جامعه‌شناسی که دیدگاه نسبی‌گرایانه فرهنگی دارند، ممکن است وجود کلیات فرهنگی را انکار کنند: میزان «فرهنگی» بودن این کلی‌ها به معنای محدود، یا در واقع رفتار ارثی زیست‌شناختی، موضوع «سرشت در برابر پرورش» است. دانشمندان برجسته در این زمینه عبارتند از: امیل دورکیم، جورج مرداک، کلود لوی استراوس و دونالد براون.